# Mircea Irimescu
Mircea Irimescu (né le 13 mai 1959 à Craiova) est un footballeur roumain des années 1980.

## Biographie
Il reçoit 9 sélections en équipe de Roumanie pour deux buts inscrits. Il participe à l'Euro 1984, ne disputant qu'un seul match contre le Portugal. 
Il inscrit le premier but lors de l'inauguration du stade de La Beaujoire lors d'un match amical FC Nantes-Roumanie, le 8 mai 1984.

## Palmarès

### Avec l'Universitatea Craiova
- Champion de Roumanie en 1980 et 1981
- Vainqueur de la Coupe de Roumanie en 1978, 1981 et 1983
- Demi-finaliste de la Coupe UEFA en 1983